# Ginger Gonzaga
Ginger Gonzaga (1983. május 17. –) amerikai színésznő és humorista.

## Fiatalkora
Gonzaga Modestóban nőtt fel. A Beyer High Schoolba járt. Anyja holland, apja filippínó. A Kaliforniai Berkeley-i Egyetemre és a Santa Barbarai Kaliforniai Egyetemre járt, ahol politikatudományt tanult. Gonzaga egy évvel korábban érettségizett, hogy a The Groundlings iskolában képezze magát, majd rögtönzést tanult a Second City és az Upright Citizens Brigade-ban. 

## Karrier
Gonzaga vezetője volt a Hulu humoros popkulturális összefoglaló műsorának, a The Morning Afternek. Rendszeres szereplője volt az ABC Mixology című műsorának. 
2019-ben szerepelt "Az élet önmagammal" című sorozatban. Szerepelt az Űrhadosztály című sorozatban mint Anabela Ysidro-Campos. 2021 januárjában szerepet kapott az Amazon: Ügyvéd című sorozatban, ahol Nikki Ramost játszotta. 
Gonzaga Helen Taskert alakítja a "True Lies" című 2023-as sorozatban. 

## Magánélet
Gonzaga 2018 és 2019 között kapcsolatban volt Jim Carrey színésszel. Gonzaga biszexuális. 

## Filmográfia

### Filmek
| Év   | Magyar cím                       | Eredeti cím                   | Szerep  | Magyar hang  |
| ---- | -------------------------------- | ----------------------------- | ------- | ------------ |
| 2012 | Ted                              | Ted                           | Gina    |              |
| 2014 | Vállalhatatlan zsák foltot keres | Someone Marry Barry           | Juanita | Lipcsey Bori |
| 2016 |                                  | Dean                          | Jill    |              |
| 2017 |                                  | Literally, Right Before Aaron | Helen   |              |
| 2020 |                                  | Bad Therapy                   | Miranda |              |

### Televíziós szerepek
| Év         | Magyar cím                 | Eredeti cím               | Szerep                      | Megjegyzések                                 |
| ---------- | -------------------------- | ------------------------- | --------------------------- | -------------------------------------------- |
| 2010       |                            | The Good Guys             | Angie                       | 1 epizód                                     |
| 2010–2011  |                            | The Morning After         | önmaga                      | műsorvezető                                  |
| 2012–2020  | Family Guy                 | Family Guy                | különböző karakter (hangja) | 4 epizód                                     |
| 2013–2014  |                            | Legit                     | Peggy                       | műsorvezető                                  |
| 2014       |                            | Mixology                  | Maya                        | főszereplő                                   |
| 2016       | Együttlét                  | Togetherness              | Christy                     | mellékszereplő                               |
| 2016–2017  | Megrekedve                 | Wrecked                   | Emma                        | főszereplő magyar hangja Nemes Takách Kata   |
| 2017       | Dr. Chance                 | Chance                    | Lorena                      | mellékszereplő                               |
| 2017–2018  | Szénné égek idefent        | I'm Dying Up Here         | Maggie                      | mellékszereplő magyar hangja Berkes Boglárka |
| 2017, 2020 | Robotcsirke                | Robot Chicken             | különböző karakter (hangja) | 2 epizód                                     |
| 2018       | Most nevess!               | Kidding                   | Vivian                      | 5 epizód                                     |
| 2018       | 104-es szoba               | Room 104                  | Vicki                       | 1 epizód                                     |
| 2018       |                            | Champions                 | Dana                        | mellékszereplő                               |
| 2019       | Az élet önmagammal         | Living with Yourself      | Meg                         | 1 epizód                                     |
| 2020       | Űrhadosztály               | Space Force               | Anabela Ysidro-Campos       | 2 epizód magyar hangja Dögei Éva             |
| 2022       | Amazon: Ügyvéd             | She-Hulk: Attorney at Law | Nikki Ramos                 | főszereplő magyar hangja Grisnik Petra       |
| 2023       | True Lies – Két tűz között | True Lies                 | Helen Tasker                | főszereplő                                   |

## Fordítás
Ez a szócikk részben vagy egészben  a   Ginger Gonzaga című angol Wikipédia-szócikk ezen változatának fordításán alapul.  Az eredeti cikk szerkesztőit annak laptörténete sorolja fel. Ez a jelzés csupán a megfogalmazás eredetét és a szerzői jogokat jelzi, nem szolgál a cikkben szereplő információk forrásmegjelöléseként.